# Jacob Schotte
Jacob Schotte, född 1686, död 25 december 1750 i Vadstena församling, Östergötlands län, var en svensk guldsmed.

## Biografi
Jacob Schotte föddes 1686. Han var 5 juni 1722 gesäll coh blev 3 juni 1712 mästare i Vadstena under Guldsmedsämbetet i Norrköping. Som mästarstyckte gjorde han en tekanna.

### Elever
Schotte var lärare till guldsmeden Göran Gerell i Vadstena.

### Familj
Schotte gifte sig 9 augusti 1724 i Vadstena med Elisabeth Wetterqvist. (1705–1777). Hon var dotter till rådmannen Anders Eriksson och Maria Månsdotter Giöthe. De fick tillsammans sonen Anders (född 1730).